# ヒドロトリックス ガードネリー
ヒドロトリックス ガードネリー（Heteranthera gardneri）はブラジルに分布するミズアオイ科アメリカコナギ属の沈水植物である。特異な構造の葉を持つことで知られる。アクアリウムでは南米水草として扱われるものの一つである。

## 分布
ブラジル固有種。アラゴアス州、バイア州、セアラ州、パライバ州、ペルナンブーコ州、ピアウイ州、リオグランデ・ド・ノルテ州、セルジッペ州、ミナスジェライス州 に分布。

## 形態
沈水性の一年草。ミズアオイ科としては異様なことに、一見したところ葉は糸状で長さ2-4cm、多数（7-30）輪生するかのように見える。そのため、一見するとホシクサ科のケヤリソウによく似ているが全く無関係である。
この”葉”は実際には伸長した葉鞘がリング状になったものであり、中脈をもつ真の葉はその下に隠れている。糸状の”葉”には葉脈構造はなく、ちぎれやすい。そのため、この“輪生する葉”状の構造は実際には非常に発達した葉鞘をもつ互生の葉からなる。
花は一見一輪ずつ咲くように見えるが、実際には2つの花が鞘に包まれ、あたかも1輪であるかのように見える。さらに花被には突出部があり、あたかも雄蕊の一部であるかのように見える。水深が深く水面で開花できない場合、水中で閉鎖花をつくり自家受粉して種子を残す。
こうした特異な構造から、本種は長らく独自の属として扱われてきた。しかしその他の点においてはアメリカコナギ属のHeteranthera dubiaと類似しており、2022年現在ではアメリカコナギ属に含めることが多い。

## 栽培
ヨーロッパでは1976年に採集されたセアラ州産の個体が流通している。しかし、日本に導入されたのはサルバドール産の個体である。
水草水槽においては弱酸性から中性のソイル使用下でCO2や液肥を十分に供給する。栽培はやや難しく、調子を崩すと真っ黒になって枯れてしまう。しかし閉鎖花をつけて種子を水槽内で作ることから、消滅したと思っていてもこぼれ種から復活することもある。